# Australophiloscia myrmecophila
Australophiloscia myrmecophila is een pissebed uit de familie Philosciidae. De wetenschappelijke naam van de soort is voor het eerst geldig gepubliceerd in 1973 door Vandel.